# Agustín Viana
Agustín Viana, est un footballeur uruguayen, né le 23 août 1983 à Chicago aux États-Unis. Il évolue au poste d'attaquant.

## Biographie
Il participe au Championnat des moins de 20 ans de la CONMEBOL en 2003 avec l'équipe d'Uruguay des moins de 20 ans.
Le 28 janvier 2013, il signe un contrat avec le club américain du Columbus Crew.

## Palmarès
- Champion d'Uruguay en 2006 avec le Nacional Montevideo